# Латвія на Чемпіонаті світу з легкої атлетики 2017
Латвія на Чемпіонаті світу з легкої атлетики 2017, що проходив з 4 по 13 серпня 2017 року в Лондоні (Велика Британія) була представлена 12 спортсменами.

## Результати

### Чоловіки
Трекові і шосейні дисципліни
| Спортсмен          | Дисципліна | Фінал     | Фінал |
| Спортсмен          | Дисципліна | Результат | Місце |
| ------------------ | ---------- | --------- | ----- |
| Валерій Жолнерович | Марафон    | DNF       | –     |

Технічні дисципліни
| Спортсмен           | Дисципліна        | Кваліфікація | Кваліфікація | Фінал           | Фінал           |
| Спортсмен           | Дисципліна        | Результат    | Місце        | Результат       | Місце           |
| ------------------- | ----------------- | ------------ | ------------ | --------------- | --------------- |
| Ельвійс Місанс      | Потрійний стрибок | 16.55        | 16           | Завершив виступ | Завершив виступ |
| Роландс Штробіндерс | Метання списа     |              |              |                 |                 |

### Жінки
Трекові і шосейні дисципліни
| Спортсмен             | Дисципліна   | Забіги    | Забіги | Півфінал         | Півфінал         | Фінал            | Фінал            |
| Спортсмен             | Дисципліна   | Результат | Місце  | Результат        | Місце            | Результат        | Місце            |
| --------------------- | ------------ | --------- | ------ | ---------------- | ---------------- | ---------------- | ---------------- |
| Сіндія Букса          | 200 м        | 23.54     | 29     | Завершила виступ | Завершила виступ | Завершила виступ | Завершила виступ |
| Гунта Латишева-Чударе | 400 м        | 51.37 PB  | 10 Q   | 51.57            | 12               | Завершила виступ | Завершила виступ |
| Аніта Каземака        | Марафон      | Н/Д       | Н/Д    | Н/Д              | Н/Д              | 2:44:49 SB       | 53               |
| Ілона Мархель         | Марафон      | Н/Д       | Н/Д    | Н/Д              | Н/Д              | 2:37:40 PB       | 31               |
| Агнесе Пастаре        | Ходьба 20 км | Н/Д       | Н/Д    | Н/Д              | Н/Д              |                  |                  |

Технічні дисципліни
| Спортсмен        | Дисципліна        | Кваліфікація | Кваліфікація | Фінал            | Фінал            |
| Спортсмен        | Дисципліна        | Результат    | Місце        | Результат        | Місце            |
| ---------------- | ----------------- | ------------ | ------------ | ---------------- | ---------------- |
| Лаума Гріва      | Стрибки у довжину |              |              |                  |                  |
| Лаура Ікауніце   | Стрибки у довжину |              |              |                  |                  |
| Анет Коціна      | Метання списа     | 62.26        | 13           | Завершила виступ | Завершила виступ |
| Мадара Паламейка | Метання списа     | 21           | 59.54        | Завершила виступ | Завершила виступ |

Багатоборство — Семиборство
| Атлет          | Дисципліна | 100б  | СуВ | ШтЯ | 200 м | СуД | МСп | 800 м | Сума очок | Місце |
| -------------- | ---------- | ----- | --- | --- | ----- | --- | --- | ----- | --------- | ----- |
| Лаура Ікауніце | Результат  | 13.71 | DNS | DNS | –     | –   | –   | –     | DNF       | –     |
| Лаура Ікауніце | Очки       | 1020  | 0   | 0   |       |     |     |       | DNF       | –     |